# Plokhie dorogui
Plokhie dorogui (romanitzat del rus: Плохие дороги, traduïble com 'Males carreteres') és una pel·lícula dramàtica ucraïnesa en llengua russa dirigida per Natàlia Vorojbit i estrenada el 2020. La seva estrena mundial va tenir lloc el 3 de setembre de 2020 en la 35a Setmana Internacional de la Crítica de Venècia, on es va projectar en competició. El setembre de 2021 va ser seleccionada com la candidatura ucraïnesa al Millor Llargmetratge Internacional en la 94a edició dels Premis Oscar.

## Argument
Quatre històries curtes estan ambientades al llarg de les carreteres de Donbàs durant la guerra. No hi ha espais segurs i ningú pot entendre el que està succeint. Encara que estiguin atrapats en el caos, alguns aconsegueixen exercir la seva autoritat sobre uns altres. Però en aquest món, on el demà pot no arribar mai, no tots estan indefensos i són miserables. Fins i tot les víctimes més innocents poden tenir el seu torn per a prendre el control.

## Repartiment
El principal repartiment de la pel·lícula és el següent:
- Zoia Baranovska com a dona jove
- Marina Klimova com a periodista
- Anna Jurakovska com a noia jove
- Ihor Koltovski com a director de l'escola